# 시리아의 주
시리아는 단일 국가이지만, 행정적인 목적을 위해 14개 주(아랍어: muhāfaza, 복수형 muhāfazāt)로 구성되어 있으며 이들 주는 60개 구(아랍어: minṭaqa, 복수형 manātiq)와 마을(아랍어: nāḥiya, 복수형 nawāḥ)로 나뉜다.
각 주는 대통령이 임명하고 내각의 승인을 받는 주지사가 이끈다. 주지사는 행정, 보건, 사회 서비스, 교육, 관광, 공공 사업, 교통, 국내 무역, 농업, 산업, 민방위, 주 내 법질서 유지 등을 담당한다. 각 지방 행정 장관은 주지사와 긴밀히 협력하여 지방 개발 프로젝트를 조정하고 감독한다. 주지사는 모든 구성원이 4년 임기로 대중 투표를 통해 선출되는 주 의회의 도움을 받는다. 또한, 각 의회는 구성원 중에서 집행국을 선출하며, 이 집행국은 주 의회 회기 사이에 일상적인 업무를 처리한다. 각 행정관은 특정 기능을 담당한다.
구와 마을은 주지사가 임명한 공무원이 관리한다. 이 공무원들은 선출된 구 의회와 함께 지역 문제에 대해 협력하며, 중앙 정부와 마을 족장, 씨족장, 원로 회의와 같은 전통적인 지역 지도자들 사이의 중개자 역할을 한다.

## 목록
| 주 이름        | 면적 (km2) | 인구 (2018) | 인구 밀도 (km2) | 구 | 사진 | 위치 |
| -------------- | ---------- | ----------- | --------------- | -- | ---- | ---- |
| 알레포주       | 18,482     | 4,600,166   | 248.90          | 8  |      |      |
| 락까주         | 19,616     | 919,000     | 46.85           | 3  |      |      |
| 수와이다주     | 5,550      | 500,000     | 90.09           | 3  |      |      |
| 다마스쿠스주   | 106        | 2,211,042   | 20858.89        | 1  |      |      |
| 다라주         | 3,730      | 998,000     | 267.56          | 3  |      |      |
| 데이르에조르주 | 33,060     | 1,200,500   | 36.31           | 3  |      |      |
| 하마주         | 8,883      | 1,593,000   | 179.32          | 5  |      |      |
| 하사카주       | 23,334     | 1,272,702   | 54.53           | 4  |      |      |
| 홈스주         | 42,223     | 1,762,500   | 41.74           | 6  |      |      |
| 이들리브주     | 6,097      | 1,464,000   | 240.13          | 5  |      |      |
| 라타키아주     | 2,297      | 1,278,486   | 556.58          | 4  |      |      |
| 쿠네이트라주   | 1,861      | 87,000      | 46.74           | 2  |      |      |
| 리프디마슈크주 | 18,032     | 2,831,738   | 157.04          | 9  |      |      |
| 타르투스주     | 1,892      | 785,000     | 414.89          | 5  |      |      |

## 같이 보기
- 시리아의 인간 개발 지수별 주 목록
- 시리아의 구
- ISO 3166-2:SY
- 시리아의 도시 목록
- 시리아의 마을 및 촌락 목록